# Y học cấp cứu
Y học cấp cứu, còn được gọi là y tế cấp cứu, là chuyên khoa y tế liên quan đến việc chăm sóc bệnh tật hoặc chấn thương cần được chăm sóc y tế ngay lập tức. Bác sĩ cấp cứu chăm sóc cho bệnh nhân đột xuất và không phân biệt ở mọi lứa tuổi. Là nhà cung cấp đầu tiên, trách nhiệm chính của họ là bắt đầu hồi sức và ổn định bệnh nhân và bắt đầu điều tra và can thiệp để chẩn đoán và điều trị bệnh trong giai đoạn cấp tính. Bác sĩ cấp cứu thường thực hành tại các khoa cấp cứu bệnh viện, cơ sở trước bệnh viện thông qua các dịch vụ y tế khẩn cấp và các đơn vị chăm sóc đặc biệt, nhưng cũng có thể làm việc trong các cơ sở chăm sóc chính như phòng khám chăm sóc khẩn cấp. Các chuyên ngành phụ của thuốc cấp cứu bao gồm y tế thảm họa, độc chất y tế, siêu âm y khoa, y tế chăm sóc nguy cấp, y tế hyperbaric, y học thể thao, chăm sóc giảm nhẹ hoặc y học hàng không vũ trụ.
Các mô hình khác nhau cho y học cấp cứu đã có trên bình diện quốc tế. Ở các nước theo mô hình Anh-Mỹ, y học cấp cứu ban đầu là lĩnh vực của bác sĩ phẫu thuật, bác sĩ đa khoa và bác sĩ đa khoa khác, nhưng trong những thập kỷ gần đây, nó đã được công nhận là một chuyên khoa theo cách riêng của mình với các chương trình đào tạo và bài học riêng, và chuyên khoa hiện là một lựa chọn phổ biến của sinh viên y khoa và những người hành nghề y mới có trình độ. Ngược lại, ở các nước theo mô hình Pháp-Đức, chuyên khoa không tồn tại và chăm sóc y tế khẩn cấp thay vào đó được cung cấp trực tiếp bởi bác sĩ gây mê (để hồi sức khi nguy kịch), bác sĩ phẫu thuật, bác sĩ nội khoa, bác sĩ nhi khoa, bác sĩ tim mạch hoặc bác sĩ thần kinh. Ở các nước đang phát triển, y học cấp cứu vẫn đang phát triển và các chương trình y tế khẩn cấp quốc tế mang đến hy vọng cải thiện việc chăm sóc khẩn cấp cơ bản, nơi nguồn lực bị hạn chế.